# Хацей, Евгений Владимирович
Евгений Владимирович Хацей (8 сентября 1976 или 1 сентября 1976, Челябинск — 25 мая 2023, Омск) — российский хоккеист, нападающий. Мастер спорта России международного класса. Спортивный функционер.

## Биография
Выступал за «Мечел» (Челябинск, 1994—1999, 2001, 2002, 2004), «Таганай» (Златоуст, 1994), «Звезду-Мечел» (Челябинск, 1998), «Торпедо» (Ярославль, 2000), «Торпедо»-2 (Ярославль, 2000), «Металлург» (Магнитогорск, 2002), «Амур» (Хабаровск, 2003), «Сибирь» (Новосибирск, 2006, 2008), «Авангард»-2 (Омск, 2007), «Витязь» (Чехов, 2009).
В сезонах 2004, 2005, 2007, 2008 провёл за «Авангард» 167 игр, забросил 16 шайб, сделал 17 передач, набрал 163 минуты штрафа. Играл под № 29 (2004, 2005), № 12 (2007, 2008).
В высшем дивизионе 592 матча, 67 шайб, 70 передач, 612 минут штрафа. Всего за карьеру в различных лигах сыграл 808 матчей, забросил 113 шайб, сделал 88 передач, набрал 704 минуты штрафа.
В августе 1999 года попал в аварию, в которой получил сотрясение мозга, перелом носа и травму ноги. Находившийся за рулём одноклубник Владимир Жашков погиб.
В 2010—2014 годах возглавлял Федерацию хоккея Краснодарского края. Работал спортивным директором, генеральным менеджером ХК «Кубань». С сезона 2015/16 по 2018 год — генеральный менеджер ХК «Югра».
С 28 мая 2018 по 22 апреля 2020 — вице-президент, генеральный менеджер ХК «Авангард» (Омск).
Занимал пост директора по хоккейным операциям и пост руководителя по развитию команд МХЛ и ВХЛ.
В мае 2022 года стал директором хоккейной академии «Авангард».
Скончался 25 мая 2023 года на 47-м году жизни от сердечного приступа. Двумя годами ранее от проблем с сердцем в возрасте 48 лет скончался старший брат Игорь, также хоккеист. Похоронен на Старо-Северном мемориальном кладбище Омска.

## Достижения
- Чемпион России 2004[5].
- Бронзовый призёр 2007.
- Обладатель Кубка европейских чемпионов 2005[5].
- Второй призёр Континентального Кубка 2007.